# Сафронов, Иван Герасимович
Иван Герасимович Сафронов (24 января 1898 — 15 октября 1964) — паровозный мастер депо станции Тайга, Томской железной дороги; Герой Социалистического Труда (1943).

## Биография
Родился 24 января 1898 года в селе Ижморка (на территории современного Ижморского района Кемеровской области), через которое была построена Транссибирская железнодорожная магистраль. В 1913 году начал учеником слесаря в промывочном цехе депо станции Тайга Управления Томской железной дороги. Через два года стал подручным слесаря, затем сам стал слесарить. В 1918 году был мобилизован в колчаковскую армию, через 10 дней сбежал. Скрывался в лесах. С установлением советской власти (конец декабря 1919) вернулся на станцию, в своё депо. Работал монтёром в цехе подъёмочного ремонта паровозов, с 1932 года — в цехе промывочного ремонта.
В 1937 году его назначают бригадиром, а через год — мастером. К этому времени депо было оснащено новейшими паровозами большой мощности. Но ремонт производился по старинке, поэтапно. На обновление одной машины уходило от 48 до 72 часов. Мастер Сафронов предложил другой подход к промывочному ремонту — комплексный. Все паровозы по сериям были закреплены за комплексными бригадами, в которых насчитывалось по 15—18 человек. Сафронов придавал большое значение подбору оборудования и организации рабочих мест, обзавелся приспособлениями, позволявшими проверять качество ремонта деталей до установки их на локомотив. Каждая бригада работала только на своих стойлах, оборудование которых было продумано до мелочей. В результате комплекса мер, предложенных Сафроновым, время ремонта сократилось до шести—семи часов. Имя мастера Сафронова стало известно за пределами своей дороги, в 1937 году он был награждён знаком «Почётный железнодорожник СССР», в 1939 году — трудовым орденом «Знак Почёта».
В начале Великой Отечественной войны Сафронов организовал женскую комплексную бригаду для ремонта маневровых паровозов. По культуре рабочих мест и содержанию инструмента девушки всегда занимали первые места, а перевыполнение плана для них стало привычным делом. В сложное военное время Сафронов организовал круглосуточное дежурство бригадиров, которые должны были помогать паровозным бригадам, работавшим по лунинскому методу. Оказывал опытный мастер и помощь цеху подъёмочного ремонта, что увеличило пропускную способность участка обточки колесных пар. Для помощи депо, расположенным на освобожденной территории, в тайгинском депо в выходные дни изготовлялись запасные части и инструмент.
Указом Президиума Верховного Совета СССР от 5 ноября 1943 года «за особые заслуги в обеспечении перевозок для фронта и народного хозяйства и выдающиеся достижения в восстановлении железнодорожного хозяйства в трудных условиях военного времени» Сафронову Ивану Герасимовичу присвоено звание Героя Социалистического Труда с вручением ордена Ленина и золотой медали «Серп и Молот».
Проработав более 40 лет в одном депо, И. Г. Сафронов в 1960 году ушёл на заслуженный отдых. Скончался 15 октября 1964 года в городе Тайге.
Награждён орденами Ленина, «Знак Почёта», медалями; знаком «Почётный железнодорожник».
В городе Тайга на здании городского Дома культуры установлена мемориальная доска в память о первом в Кузбассе Герое Социалистического труда.